# Opera Mundi
Pour les articles homonymes, voir Mundi.
Opera Mundi (par la suite connue sous le nom Agepresse) est une agence de presse créée par Paul Winkler en 1928 et disparue au cours des années 1990.

## Historique
Spécialisée dans la diffusion de bandes dessinées, notamment à travers les magazines Le Journal de Mickey (1934), Robinson (1936) et Hop-là ! (1937), Opera Mundi a publié des comic strips rachetées au King Features Syndicate mais aussi des créations originales, en partenariat avec Hachette. Son titre destiné aux femmes, Confidences, est lancé en 1937-1938.
En 1938, les trois magazines jeunesse cités ci-dessus totalisent plus d'un million d'exemplaires vendus, largement en tête des autres publications de même nature.
La société, placée sous les lois sur le statut des Juifs du régime de Vichy durant l'occupation allemande, est restituée à Winkler en 1945. Deux ans plus tard, il fonde, avec Hachette, la société Édi-Monde qui exploite d'autres formes de magazines.

## Dessinateurs ayant travaillé pour cette maison d’édition
- Blondeau
- Bozz
- Bressy
- André Daix
- Jean David
- Degournay
- José Ramón Larraz
- Marcel Gotlib en tant que lettreur
- Pierre Le Goff
- Raffaele Carlo Marcello

## Évocations
- Serge Gainsbourg fait allusion à cette agence dans sa chanson Marilou sous la neige : « Marilou se sentait prise au piège / Tous droits d'reproductions interdits / Moi naïf j'pensais que me protégeaient / Les droits du copyright Opera Mundi ».
- Hubert-Félix Thiéfaine détourne l'allusion en créant le copyright apéro mundi, chanté dans l'album La Tentation du bonheur (1996) : « Devant ton whisky / Tu restes en stand-by / Loin des faux-amis / Sur le copyright / Apéro mundi ».